# Cinéma (Louis Aubert)
Pour les articles homonymes, voir Cinéma (homonymie).
Cinéma est un ballet en un acte composé par Louis Aubert en 1953, repris comme suite pour orchestre en 1956.

## Composition
Louis Aubert compose Cinéma, ballet en un acte, pour l'Opéra de Paris qui en assure la création le 12 mars 1953.

## Présentation
L'œuvre est en six mouvements, présentés comme « tableaux symphoniques » :
1. « Douglas Fairbanks et Mary Pickford » — Moderato à 
 puis Marcato ( = 84) à 
 ;
2. « Rudolph Valentino » — Maestoso ( = 66) à 
 ;
3. « Charlot et les nymphes hollywoodiennes » — Allegretto ( = 126) à 
 ;
4. « Walt Disney » — Allegro puis Allegretto giocoso à 
 ;
5. « Charlot amoureux » — Andante à 
 ;
6. « Valse finale » — Tempo di Walzer ( = 66) à 
.

## Orchestration
L'orchestre comprend 2 flûtes et une petite flûte (aussi 3e flûte), 2 hautbois et un cor anglais, 2 clarinettes en Si  et une clarinette basse en Si , 2 bassons et un contrebasson avec un saxophone alto, pour les pupitres des vents. Les cuivres comptent 4 cors en Fa, 3 trompettes en Ut, 3 trombones et un tuba. La percussion comprend 2 harpes,  glockenspiel, célesta et xylophone, timbales, cymbales, caisse claire, triangle, crécelle, castagnettes, wood-block, tam-tam et grosse caisse. Le mouvement « Walt Disney » emploie une flûte à coulisse. Le quintette à cordes classique est composé des premiers violons, seconds violons, altos, violoncelles et contrebasses.

## Analyse
Par son programme, « cette suite doit être mise en parallèle avec The Seven Stars' Symphony de Charles Koechlin ».

## Discographie
- Louis Aubert, Offrande, Cinéma, Dryade, Feuille d'images, Le Tombeau de Chateaubriand par l'Orchestre philharmonique de Rhénanie-Palatinat, sous la direction de Leif Segerstam, Naxos Patrimoine 8.550887, Philharmonie hall de Ludwigshafen, les 9 mars et 6-7 décembre 1989 (premier enregistrement mondial).

### Articles
- Vladimir Jankélévitch, Premières et Dernières Pages : Louis Aubert, Paris, Seuil, 1994 (1re éd. 1974), 318 p. (ISBN 2-02-019943-2 et 978-2-02-019943-8), p. 290-298.